# Tetraphenylethen
Tetraphenylethen, agebkürzt TPE, ist eine aromatische Verbindung. Die Verbindung ist ein synthetischer molekularer Motor.

## Darstellung
Die erstmalige Synthese wurde 1888 von P. de Boissieu beschrieben. In dieser wurde Diphenylmethan bromiert und das Produkt erhitzt, destilliert und umkristallisiert.

Syntheseweg von de Boissieu um TPE darzustellen

Möglich ist auch eine Knoevenagel-Kondensation durch Umsetzen von Diphenylmethan mit n-Butyllithium (n-BuLi) unter Kühlen mit anschließender Zugabe von Benzophenon und Dehydratisierung mittels p-Toluolsulfonsäure (PTSA).

Syntheseweg mittels einer Aldolkondensation um TPE darzustellen

Die Synthese ist mittels einer McMurry-Reaktion möglich. Zur Synthese wird Benzophenon mit Titan(IV)-chlorid und Zink als Reduktionsmittel umgesetzt.

Reaktionsschema der McMurry-Reaktion

## Verwendung
In der Forschung werden aktuell hauptsächlich die photochemischen Eigenschaften der Verbindung untersucht.  Während Lösungen der Verbindungen keine Lumineszenz zeigen, kann diese für den Festkörper oder Aggregate beobachtet werden. In Lösung können die Phenylringe um die Einfachbindung frei rotieren, wodurch nach der Literatur ein strahlungsfreier Übergang für die Relaxation der Elektronen im angeregten π-System gegeben ist. Da im Festkörper die Rotation gehindert ist, steht dieser Relaxationsweg nicht zur Verfügung, weshalb es zur ausgeprägten Photolumineszenz kommt.
Derivate der Verbindung mit Adenin und Thymin wurden als molekularer Sensor für Silber und Quecksilberionen untersucht, nach Koordination des Ions wurden Fluoreszenz beobachtet.